# Evanescence (álbum)
Evanescence é o terceiro álbum de estúdio da banda de metal alternativo americana Evanescence. Foi lançado em 11 de outubro de 2011 através da gravadora Wind-up Records. A banda iniciou o processo de composição do álbum em junho de 2009. O lançamento foi alterado várias vezes; em 22 de fevereiro de 2010, entraram em estúdio com o produtor Steve Lillywhite, porém decidiram parar de gravar, afirmando que Lillywhite "não era a pessoa certa". Durante esse tempo, o álbum foi agendado para agosto ou setembro de 2010, porém a vocalista Amy Lee anunciou que o Evanescence deixou o estúdio para gravar um novo material. Em 11 de abril de 2011, a banda voltou ao estúdio com um novo produtor, Nick Raskulinecz.
Durante uma entrevista, Lee citou: Björk, Depeche Mode, Massive Attack, MGMT e Portishead como influências no disco. As canções contém elementos de rock gótico, nu metal, metal alternativo e hard rock, bem como novos elementos de electro. Após o seu lançamento, o álbum recebeu críticas positivas, elogiando os novos elementos musicais e vocais de Lee. No entanto, alguns críticos citaram que o álbum tinha um conteúdo semelhante dos seus antecessores.
O álbum estreou no número um na parada Billboard 200 com 127.000 cópias comercializadas. Também estreou no número um em quatro outras diferentes tabelas da Billboard, incluindo: "álbuns de rock", "álbuns digitais", "álbuns alternativos", e os "álbuns gráficos de hard rock". Tornou-se sucesso mundial também foi sucesso mundial, aparecendo em diversas paradas de mais de vinte países. A banda promoveu algumas canções online em vários sites, aparecendo também em diversos programas televisivos. Em 2011, embarcaram na terceira turnê mundial do álbum, juntamente com The Pretty Reckless e Fair to Midland.
O primeiro single do álbum, "What You Want", foi lançado em 9 de agosto de 2011. "My Heart Is Broken", o segundo single, foi lançado em 11 de novembro de 2011. "Lost in Paradise" foi lançado internacionalmente em 25 de maio de 2012. "The Other Side" foi lançado oficialmente como single promocional em 11 de junho de 2012 nas rádios americanas.

## Gravações e conceito
A banda começou a escrever novas músicas em junho de 2009 com a intenção de lançar um novo álbum no ano seguinte. O lançamento do álbum foi adiado após as primeiras sessões de gravações. Primeiro foi previsto para o Outono de 2010 quando a banda foi para o estúdio com o produtor Steve Lillywhite em fevereiro do mesmo ano, mas eles pararam a gravação porque as músicas "não estavam soando bem". Durante o processo de gravação com Lillywhite, Amy comentou que a música seria uma mistura de "agressão sarcástica" e teria uma influência eletrônica distinta que foi inspirada por artistas como Björk, Massive Attack e Portishead. O álbum deveria conter um "arco-íris de sons" com algumas músicas incrivelmente pesadas e outros completamente despojadas. A banda também queria "misturar sons sintéticos e atmosféricos e encontrar uma maneira de borrar a linha entre orgânicos e sintéticos." Amy comentou que industrial era uma palavra melhor para descrever o som do disco. A banda estava gravando cerca de 16 músicas e "ainda trabalhando e... terminando a composição aqui e ali. Algumas delas não estão terminadas no que diz respeito a letras ou composição, mas sinto que estão quase lá". Algumas músicas, admite Amy, eram composições para projetos de filmes em potencial que não foram usadas. Ela comentou que estavam alugando vários instrumentos de percussão, como o taiko japonês, e incorporaria a harpa nas novas canções.
Sei que parece estranho dizer isso, mas eu não estaria aqui no estúdio fazendo outro álbum se não achasse que seria melhor do que qualquer coisa que eu já tenha feito. Sinto que tanto já aconteceu. Não sei onde começar para tentar descrever [o novo álbum]... porque é tanta coisa de uma vez só. Estou extremamente animada. Não seria um álbum do Evanescence se não soasse de alguma forma como Evanescence. Sinto que nossa banda sempre teve programação e influência de Björk, Depeche Mode, Massive Attack e essas coisas. Não é que estejamos fazendo um álbum como o deles; é que agora isso está desempenhando um papel maior no som do Evanescence. Essas pequenas nuances e alusões vêm de maneiras que são legais.— Amy Lee em entrevista à Billboard em março de 2010
Em abril de 2010, Amy Lee postou no fã-clube oficial, EvClub, falando que a banda não estava mais no estúdio, e que saíram para trabalhar mais nas músicas. A banda gravou no MSR Studios, em Nova Iorque, de fevereiro a abril de 2010.
Quando a banda parou de trabalhar com Lillywhite, o produtor comentou que tinha orgulho do álbum que ele produzira e revelou que a gravadora da banda rejeitou o material gravado pois acharam que "não soava como Evanescence". O material gravado com Lillywhite não pôde ser utilizado no produto final devido a questões contratuais.
Então, em abril de 2011, eles começaram a gravar o álbum novamente, desta vez com a ajuda do produtor Nick Raskulinecz e o finalizaram em junho de 2011.
Amy Lee revelou que o título do disco será apenas Evanescence pois pela primeira vez um disco do Evanescence foi composto com a participação de todos os integrantes e não apenas por ela e mais um colaborador.
Em 2015, Amy revelou que sua gravadora rejeitou o material gravado com Lillywhite em 2010 e que lhe "disseram que nenhuma daquelas músicas nas quais eu havia colocado meu coração durante um ano, de forma alguma, era boa o suficiente". Ela disse que usou sua frustração ao ser forçada a começar de novo para compor o que ela chamou de "o álbum mais pesado do Evanescence". Somente três músicas das sessões com Lillywhite foram retrabalhadas no álbum lançado em 2011: "Made of Stone", "Swimming Home" e "Secret Door". Ela acrescentou que está em posse dessas gravações incompletas e "planeja terminar algumas, refazer outras, e provavelmente guardar algumas para mim".
Aquele álbum foi a primeira vez que vi algo em que estava trabalhando ser totalmente arruinado. A gravadora mudou de opinião durante um processo de gravação frustrante e me disseram que nenhuma daquelas músicas, nas quais eu havia colocado meu coração durante um ano, de forma alguma, era boa o suficiente- hora de recomeçar. Fiquei arrasada e furiosa. Eu estava determinada a assumir a situação e usei isso para seguir em frente. Aquilo acabou me deixando com raiva o suficiente para compor o álbum mais pesado do Evanescence – o qual amo – e acabamos usando 3 músicas do projeto original, mas eu ainda estava me sentindo insatisfeita com o que eu carinhosamente me referia como meu “álbum arruinado”. Acreditei, quase sempre sozinha, nesse pequeno punhado de gravações inacabadas durante 5 anos- e pela primeira vez, estou com a posse delas.

## Título do álbum
Lee foi destaque na capa da revista Kerrang! de 22 de junho de 2011. Durante a entrevista com a revista, ela revelou que o título do novo álbum será Evanescence. Mais tarde, 23 de junho de 2011, ela teve uma entrevista com a MTV News, no qual ela revelou a sua inspiração para o título do álbum: 
"É sobre a banda; é mais de um álbum da banda. Mas eu comecei a pensar sobre isso, e é também que este disco inteiro e o conteúdo lírico e um monte de coisas que é sobre mim, é sobre voltar a se apaixonar com essa coisa, com o Evanescence, com o que eu mais sou obcecada por uma década, mais do que isso"

## Música

### Estilo da música e inspiração
Sobre o tema do álbum, Lee disse, "Eu sou inspirada pela natureza. O oceano tem sido um tema. Falência tem se tornado pouco de um tema, sem necessariamente oferecer uma solução". Em uma entrevista com a Kerrang!, Lee disse que é inspirada pela vida, adicionando: "A música é sobre mim [e] os meus relacionamentos; a música e as letras se tornaram mais agressivas do que antes também". Ela descreveu a música como épica, grande, bonita, dark e feliz.
Nas sessões iniciais do álbum em 2010, Lee disse que os temas do álbum giravam em torno de "mundos desconhecidos, abismo do oceano, vida dentro dos sonhos, força, separação, amor e mentirosos." Em relação ao som, seria inspirado em música eletrônica e programação eletrônica, com influências de Massive Attack, Portishead e Björk. O intuito da banda era misturar instrumentos sintéticos com orgânicos e criar um som "maior que a vida". O produtor das primeiras sessões, Steve Lillywhite, descreveu o álbum como uma "mistura interessante de sons eletrônicos" e uma "ótima mistura de instrumentos reais e sintetizadores."
Em 11 de julho, a MTV News liberou uma entrevista com Lee, na qual uma prévia de "What You Want" podia ser ouvida, além da confirmação de que a música é o novo single.
Lee ainda disse: "É sobre liberdade -é definitivamente um tema constante no álbum- porém, é como o Evanescence e eu, meu relacionamento com a música e com os fãs e vindo a isso de 'Isso é o que me propus a fazer... Eu quero fazer isso!'. E quando diz 'lembre-se de quem você realmente é', é exatamente tudo o que você poderia supor que significa."
Lee disse à Billboard e Rolling Stone que o novo álbum foi influenciado por Björk, Depeche Mode, Massive Attack, MGMT e Portishead. Ela adiciona, "Eu lembro da primeira vez que ouvi MGMT, o primeiro álbum deles - eu amei. E, na verdade, comecei a ficar inspirada, naquela época, por sintetizadores e coisas assim. Eu sempre amei Portishead, Massive Attack, essas coisas eletrônicas. [...] Um pouco dessas coisas estão no álbum. Mas eu acho que quando eu finalmente encontrei o ponto ideal para combinar as duas coisas, combinando o Evanescence com esses elementos."

### Conteúdo lírico
Em uma entrevista à revista Spin, Amy Lee disse que escreveu algumas músicas na harpa, incluindo a balada "Secret Door" e "My Heart is Broken". Outra música, "Oceans", "começa com um sintetizador, grande baixo e vocal, a banda entra em cena", disse Lee. “É grande e viçosa. Nós temos tido muita diversão tocando essa especialmente". Em 18 de junho de 2011, Amy Lee enviou um vídeo da música "Secret Door" em seu Twitter. Em uma entrevista à MTV News, Lee disse que 16 músicas estão prontas, mas nem todas elas vão entrar no álbum.
Durante as primeiras sessões do álbum, Amy disse que as letras eram "uma versão mais verdadeira de mim mesma", acrescentando que "estou falando de coisas que eu teria medo de dizer antes. Estou mais confiante e mais à vontade."
Lee comentou que os temas principais do álbum eramː "Superar o medo e a luta por liberdade, amor, perda, mudança, sobrevivência sem amargura, eternidade, o oceano e vida dentro de sonhos".

## Lançamento
Em outubro de 2011, o álbum alcançou o topo das paradas da Billboard 200 ao vender pelo menos 127.000 cópias em sua primeira semana de vendas, de acordo com a Nielsen SoundScan. Com isso, este álbum se tornou o segundo trabalho do Evanescence a alcançar a primeira posição nesta parada.

## Faixas
| Versão padrão  |                      |                                           |         |  |
| N.º            | Título               | Compositor(es)                            | Duração |  |
| 1.             | "What You Want"      | Lee, Balsamo, McCord                      | 3:41    |  |
| 2.             | "Made of Stone"      | Lee, Balsamo, McCord, Hunt, McLawhorn     | 3:33    |  |
| 3.             | "The Change"         | Lee, Balsamo, McCord, Hunt, McLawhorn     | 3:42    |  |
| 4.             | "My Heart Is Broken" | Lee, Balsamo, McCord, Hunt, Zach Williams | 4:29    |  |
| 5.             | "The Other Side"     | Lee, Balsamo, McCord, Hunt                | 4:05    |  |
| 6.             | "Erase This"         | Lee, Balsamo, McCord, McLawhorn           | 3:55    |  |
| 7.             | "Lost in Paradise"   | Lee                                       | 4:42    |  |
| 8.             | "Sick"               | Lee, Balsamo, McCord, Hunt                | 3:30    |  |
| 9.             | "End of the Dream"   | Lee, Balsamo, McCord, Hunt                | 3:49    |  |
| 10.            | "Oceans"             | Lee, Balsamo, McCord                      | 3:49    |  |
| 11.            | "Never Go Back"      | Lee, Balsamo, McCord                      | 4:27    |  |
| 12.            | "Swimming Home"      | Lee, Hunt                                 | 3:43    |  |
| Duração total: | Duração total:       | Duração total:                            | 47:15   |  |

| Faixas bônus da versão deluxe |                    |                                 |         |  |
| N.º                           | Título             | Compositor(es)                  | Duração |  |
| 13.                           | "New Way to Bleed" | Lee, Balsamo                    | 3:46    |  |
| 14.                           | "Say You Will"     | Lee, Balsamo, McCord            | 3:43    |  |
| 15.                           | "Disappear"        | Lee, Balsamo, McCord, McLawhorn | 3:07    |  |
| 16.                           | "Secret Door"      | Lee, Hunt                       | 3:53    |  |

| Faixas bônus da versão japonesa |                                                                               |                |         |  |
| N.º                             | Título                                                                        | Compositor(es) | Duração |  |
| 13.                             | "The Last Song I'm Wasting on You" (Aparição original da b-side de "Lithium") | Lee            | 4:07    |  |

| Faixas bônus da versão iTunes |                                         |                      |         |  |
| N.º                           | Título                                  | Compositor(es)       | Duração |  |
| 17.                           | "What You Want" (Remix de Elder Jepson) | Lee, Balsamo, McCord | 3:18    |  |

| Versão deluxe em DVD |                                                |         |  |
| N.º                  | Título                                         | Duração |  |
| 1.                   | "What You Want" (Videoclipe oficial)           | 3:41    |  |
| 2.                   | "Making the What You Want Music Video – Day 1" | 6:43    |  |
| 3.                   | "Making the What You Want Music Video – Day 2" | 10:05   |  |
| 4.                   | "Behind the Scenes – In the Studio"            | 8:25    |  |
| 5.                   | "Behind the Scenes at the Photoshoot"          | 3:03    |  |
| 6.                   | "On the Songs"                                 | 8:41    |  |

## Paradas musicais
| País           | Paradas (2011)                                                                | Melhor posição |
| -------------- | ----------------------------------------------------------------------------- | -------------- |
| Argentina      | Argentinian Albums Chart                                                      | 9              |
| Austrália      | Australian Albums Chart                                                       | 5              |
| Áustria        | Austrian Albums Chart                                                         | 4              |
| Bélgica        | Belgian Albums Chart (Flanders) Belgian Albums Chart (Wallonia)               | 12 9           |
| Canadá         | Canadian Albums Chart                                                         | 2              |
| Chéquia        | Czech Albums Chart                                                            | 3              |
| Dinamarca      | Danish Albums Chart                                                           | 22             |
| Países Baixos  | Dutch Albums Chart                                                            | 14             |
| Finlândia      | Finnish Albums Chart                                                          | 14             |
| França         | French Albums Chart                                                           | 8              |
| Alemanha       | German Albums Chart                                                           | 5              |
| Grécia         | Greek Albums Chart                                                            | 1              |
| Irlanda        | Irish Albums Chart                                                            | 17             |
| Itália         | Italian Album Chart                                                           | 5              |
| México         | Mexican Albums Chart                                                          | 17             |
| Austrália      | New Zealand Albums Chart                                                      | 3              |
| Noruega        | Norwegian Albums Chart                                                        | 19             |
| Polónia        | Polish Albums Chart                                                           | 32             |
| Portugal       | Portuguese Albums Chart                                                       | 12             |
| Espanha        | Spanish Albums Chart                                                          | 10             |
| Suécia         | Swedish Albums Chart                                                          | 16             |
| Suíça          | Swiss Albums Chart                                                            | 4              |
| Reino Unido    | UK Albums Chart UK Rock Albums Chart                                          | 4 1            |
| Estados Unidos | US Billboard 200 US Top Rock Albums US Alternative Albums US Hard Rock Albums | 1              |

| Parada(2011)                         | Melhor posição |
| ------------------------------------ | -------------- |
| Alemanha German Albums Chart         | 68             |
| Suíça Swiss Albums Chart             | 49             |
| Estados Unidos US Billboard 200      | 141            |
| Estados Unidos US Hard Rock Albums   | 9              |
| Estados Unidos US Alternative Albums | 18             |
| Estados Unidos US Rock Albums        | 25             |
| Parada (2012)                        | Melhor posição |
| Estados Unidos US Billboard 200      | 159            |
| Estados Unidos US Rock Albums        | 47             |
| Estados Unidos US Alternative Albums | 29             |
| Estados Unidos US Hard Rock Albums   | 11             |

## Créditos
- Amy Lee - vocais, piano, teclados, harpa
- Terry Balsamo - guitarrra
- Will B. Hunt - programação adicional (faixa 12)
- Will Hunt - bateria
- Tim McCord - baixo
- Troy McLawhorn - guitarra rítmica
- Steve Lillywhite - produtor (sessões descartadas de 2010)
- Nick Raskulinecz - produtor
- David Campbell - arranjos de cordas
- Chris Vienna - programação e teclados adicionais